# Mound (Luisiana)
Mound é uma vila localizada no estado americano de Luisiana, na Paróquia de Madison.

## Demografia
Segundo o censo americano de 2000, a sua população era de 12 habitantes.
Em 2006, foi estimada uma população de 13, um aumento de 1 (8.3%).

## Geografia
De acordo com o United States Census Bureau tem uma área de
0,6 km², dos quais 0,6 km² cobertos por terra e 0,0 km² cobertos por água. Mound localiza-se a aproximadamente 27 m acima do nível do mar.

## Localidades na vizinhança
O diagrama seguinte representa as localidades num raio de 36 km ao redor de Mound.